# みよし市図書館学習交流プラザ
みよし市図書館学習交流プラザ「サンライブ」（みよししとしょかんがくしゅうこうりゅうプラザ サンライブ）は、愛知県みよし市三好町湯ノ前114番地にある複合施設。みよし市生涯学習センターとみよし市立中央図書館からなる。

## 名称
前半部分の「サン」はみよし市（旧称は三好町）の頭文字である「三」に由来し、後半部分の「ライブ」は英語で「図書館」を意味する「library」と「活気がある」を意味する「live」に由来する。

## 歴史
- 2016年（平成28年）3月 - 竣工。
- 2016年（平成28年）7月2日 - 開館。東海学園大学学長・元名古屋市長の松原武久による開館記念講演会「文化の創造と継承」を開催[3][4]。

## 施設
- 1階
  - みよし市立中央図書館
  - 「情報の道」
- 2階
  - みよし市立中央図書館
  - 研修室兼軽運動室（135人）
  - 多目的室（24人）
  - 講座託児室
  - 読書テラス

- 3階
  - 講座室兼音楽室（72人）
  - 美術室（24人）
  - 調理実習室（24人）
  - 和風講座室（20畳）
  - 講座室1（45人）
  - 講座室2（30人）
  - 講座室3（30人）
  - PC講座室1（20人）
  - PC講座室2（20人）
  - 会議室1（18人）
  - 会議室2（18人）
  - 会議室3（18人）

## 利用案内
サンライブ
- 開館時間
  - 平日・土曜・祝日：午前9時から午後9時
  - 日曜：午前9時から午後6時
- 休館日
  - 毎週月曜日（ただし月曜日が祝日の場合は開館し、翌平日が休館）
  - 年末年始（12月28日から翌年1月4日まで）

みよし市立中央図書館
- 開館時間
  - 平日・土曜・祝日：午前9時から午後7時
  - 日曜：午前9時から午後6時
- 休館日
  - 毎週月曜日（ただし月曜日が祝日の場合は開館し、翌平日が休館）
  - 年末年始（12月28日から翌年1月4日まで）
  - 整理休館日（原則毎月第4木曜日）
  - 特別整理休館（毎年度10日間ほど）

## 交通アクセス
- 名鉄バス「三好」下車
- さんさんバス「市役所西」下車